# Lamswaarde
Lamswaarde (51° 21′ N, 4° 03′ L) é uma cidade dos Países Baixos, na província de Zelândia. Lamswaarde pertence ao município de Hulst, e está situada a 23 km sudeste de Bergen op Zoom.
Em 2001, a cidade de Lamswaarde tinha 310 habitantes. A área urbana da cidade é de 0.11 km², e tem 125 residências. 
A área de Lamswaarde, que também inclui as partes periféricas da cidade, bem como a zona rural circundante, tem uma população estimada em 680 habitantes.